# Wasserringmonitor
Der Wasserringmonitor ist ein mobiler Wasserwerfer der Feuerwehr. Er kommt zum Einsatz, wenn über einen längeren Zeitraum größere Mengen an Wasser auf eine bestimmte Stelle gebracht werden müssen.

## Aufbau
Der Wasserringmonitor besteht aus einem ringförmigen Standfuß, der über ein oder zwei B-Schläuche mit Wasser gefüllt wird und so dem Gerät eine höhere Standfestigkeit verleiht sowie einem Strahlrohr. Das Mundstück des Strahlrohres – und damit die Strahlform – lässt sich wechseln.
Die maximale Wurfweite des Monitors ist vom Druck und dem Durchmesser des Mundstückes abhängig.

## Improvisierter Wasserringmonitor

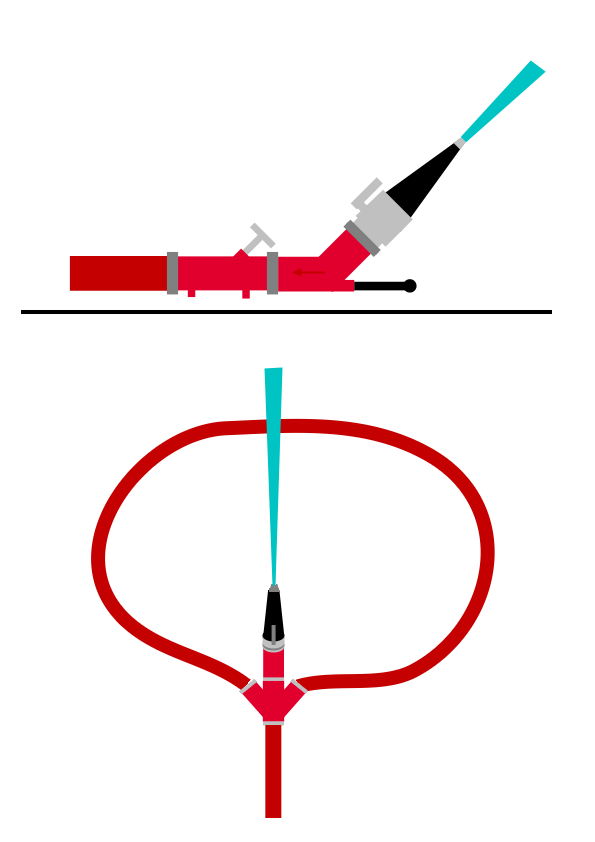
Improvisierter Wasserringmonitor

Bei Bedarf kann man auch einen improvisierten Wasserringmonitor aus einem Verteiler, Stützkrümmer, B-Strahlrohr und einem C-Schlauch selbst bauen. Dazu wird das Strahlrohr mittels Stützkrümmer (entgegen seiner üblichen Durchflussrichtung) an den mittleren Verteilerabgang angeschlossen. Der C-Schlauch wird im Kreis um den Verteiler verlegt und in die Verteilerabgänge für das 1. und 2. Rohr angekuppelt und geflutet. Er dient so als guter Stabilisator für den Werfer. Die Abgänge der Ringleitung am Verteiler sollten nach deren Flutung wieder geschlossen werden, um ein Zucken der Ringleitung bei Druckschwankungen zu vermeiden. Hersteller weisen aber darauf hin, dass es sich dabei um einen nicht bestimmungsgemäßen Gebrauch handelt, da die Durchflussrichtung nicht beachtet und zwei Festkupplungen zusammen gekuppelt werden.